# Тыдэотта (приток Большой Хуху)
Тыдэотта — река в России, протекает по территории Надымского района Ямало-Ненецкого автономного округа.  Устье реки находится в нескольких километрах от устья реки Большая Хуху. Ранее Тыдэотта впадала напрямую в Надым, а устье Большой Хуху было ниже по течению. До изменения устья длина реки оценивалась в 62 км. 

## Данные водного реестра
По данным государственного водного реестра России относится к Нижнеобскому бассейновому округу, водохозяйственный участок реки — Надым, речной подбассейн реки — подбассейн отсутствует. Речной бассейн реки — Надым.